# Prosthechea trulla
Prosthechea trulla är en orkidéart som först beskrevs av Heinrich Gustav Reichenbach, och fick sitt nu gällande namn av Wesley Ervin Higgins. Prosthechea trulla ingår i släktet Prosthechea och familjen orkidéer. Inga underarter finns listade i Catalogue of Life.